# LMAN2L
LMAN2L‏ (Lectin, mannose binding 2 like) هوَ بروتين يُشَفر بواسطة جين LMAN2L في الإنسان.